# Steven’s Eyot
Steven’s Eyot (auch Steven’s Ait) ist eine schmale Insel oder Werder in der Themse im Royal Borough of Kingston upon Thames, London, England oberhalb des Teddington Lock.
Die Insel liegt 660 m flussabwärts von der Kingston Railway Bridge. Eine sehr kleine Insel wird auf einer Karten der Ordnance Survey der Insel zugerechnet und dieses Paar als Steven's Eyots bezeichnet.

## Geschichte
Eine Ordnance Survey Karte aus dem Jahr 1875 zeigt, dass die Insel früher aus vier kleinen Inseln bestand. Auf einer Karte aus dem Jahr 1896 wird sie als Tathim’s Island bezeichnet. Der heutige Name kommt von einem Bootsbetreiber, der nahe der Insel in den heutigen Canbury Gardens lebte. Seit 1913 verwendet die Ordnance Survey Karte den heutigen Namen. Die Insel ist heute Teil einer landschaftlich und baulich besonders geschützten Conservation Area.

## Nutzung
Der Schiffsverkehr wird an der Westseite der Insel vorbeigeführt, da an der Ostseite Anlegestellen sind. Die Insel ist der Sitz des Small Boat Club (SBC), der die Insel als Bootsanleger benutzt. Der SBC hat die Insel seit 1960 von der Thames Conservancy (der heutigen Environment Agency) gepachtet und alleine Clubmitglieder dürfen ihre Boote dauerhaft an der Insel festmachen. Die Verwaltung des Royal Borough of Kingston upon Thames hat dem SBC 1984 erlaubt ein Pier auf der Ostseite der Themse anzulegen, die alleine vom Club genutzt werden darf.